# Pieśń o Gudrun

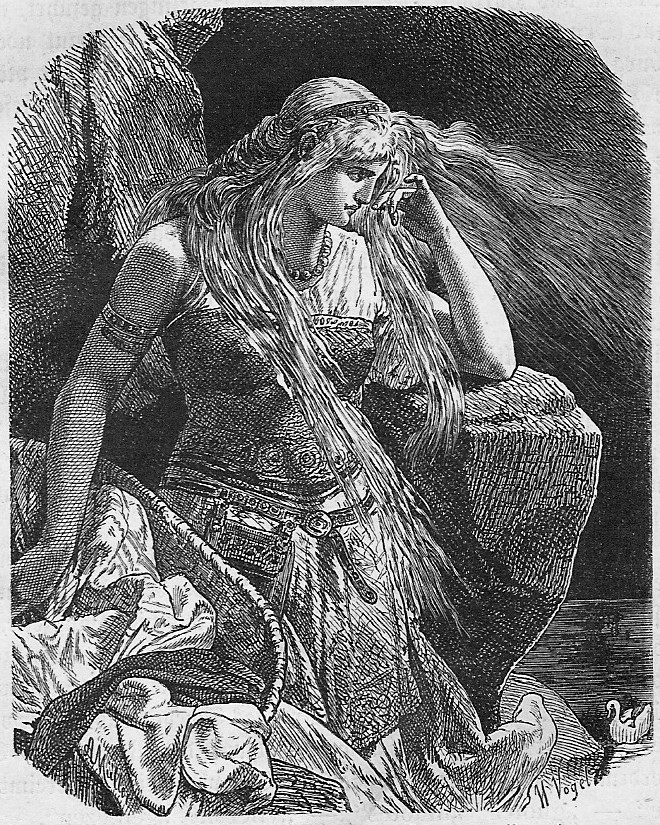
Gudrun na ilustracji z Illustrierte Literaturgeschichte, Lipsk 1880

Pieśń o Gudrun (Gudrun/Kudrun) – najwybitniejszy, obok Pieśni o Nibelungach, epos bohaterski w literaturze niemieckiej. Oryginał zaginął, mamy tylko jeden odpis z początku XVI w. Powstała między 1230 a 1240 r., bywa nazywana niemiecką Odyseją.
Anonimowy autor, pochodzący z Austrii, zaczerpnął tematykę utworu z podań i sag nordyckich i napisał go ok. 1230/40 r. Epos składa się z trzech części (Hagen, Hilde, Gudrun) połączonych ze sobą dość luźnym związkiem genealogicznym. Dwie pierwsze mówią o dwu pokoleniach królewskich przodków tytułowej bohaterki, trzecia opisuje jej własne dzieje: zaręczyny z królem Zelandii Herwingiem, porwanie przez normańskiego króla Hartmuta, nieudany pościg, długoletnią niewolę u Normanów, uwolnienie przez Herniga i jej brata Ortwina oraz szczęśliwy powrót do ojczyzny.
Kudrun składa się z 32 rozdziałów, liczy 1705 czterowersowych rymowanych zwrotek oraz ma dwudzielną kompozycję, a więc jest kalką strukturalną Niedoli Nibelungów. Nie jest jednak przepojona tragizmem czy patosem Niedoli. Szczególnie wyraźnie widać to w zakończeniu, które wprowadza klimat powszechnej zgody (przypieczętowanej czterema małżeńskimi związkami).
Głęboka treść etyczna ukazana została na przykładzie wiernej i, mimo szykan i przeciwności, stałej w swych uczuciach bohaterki tytułowej. Zasadniczą rolę w postawie bohaterów odgrywają miłość i poczucie honoru. Jedyną zindywidualizowaną postacią jest Gudrun, która trwając w swoim cierpieniu, z samozaparciem znosząc liczne upokorzenia i nieugięcie wierząc w swoje wyzwolenie, urasta do rangi bohaterki, choć nie dokonuje heroicznych czynów.
Poeta wzoruje się częściowo na Pieśni o Nibelungach, m.in. w sposobie prowadzenia akcji, kreśleniu licznych postaci i budowie strofy (zob. średniówka Nibelungów). Piękno poetyckie eposu podnosi barwny opis walk, realistyczne ukazanie scen z życia i umiejętne powiązanie akcji ze scenerią morza, właściwym tłem wydarzeń.
Mimo to poczytności Pieśni o Nibelungach epos nie osiągnął.